# Chudenín
Chudenín (en allemand : Chudiwa) est une commune du district de Klatovy, dans la région de Plzeň, en République tchèque. Sa population s'élevait à 612 habitants en 2021.

## Géographie
Le village de Chudenín se trouve à 4 km à l'ouest de Nýrsko, à 19 km au sud-ouest de Klatovy, à 54 km au sud-sud-ouest de Plzeň et à 130 km au sud-ouest de Prague.
La commune est limitée par Všeruby et Pocinovice au nord, par Nýrsko à l'est, par Hamry au sud, et par l'Allemagne à l'ouest.

## Histoire
La première mention écrite de la localité date de 1578.

## Administration
La commune se compose de huit sections :
- Chudenín
- Fleky
- Hadrava
- Liščí
- Skelná Huť
- Suchý Kámen
- Svatá Kateřina
- Uhliště

## Galerie

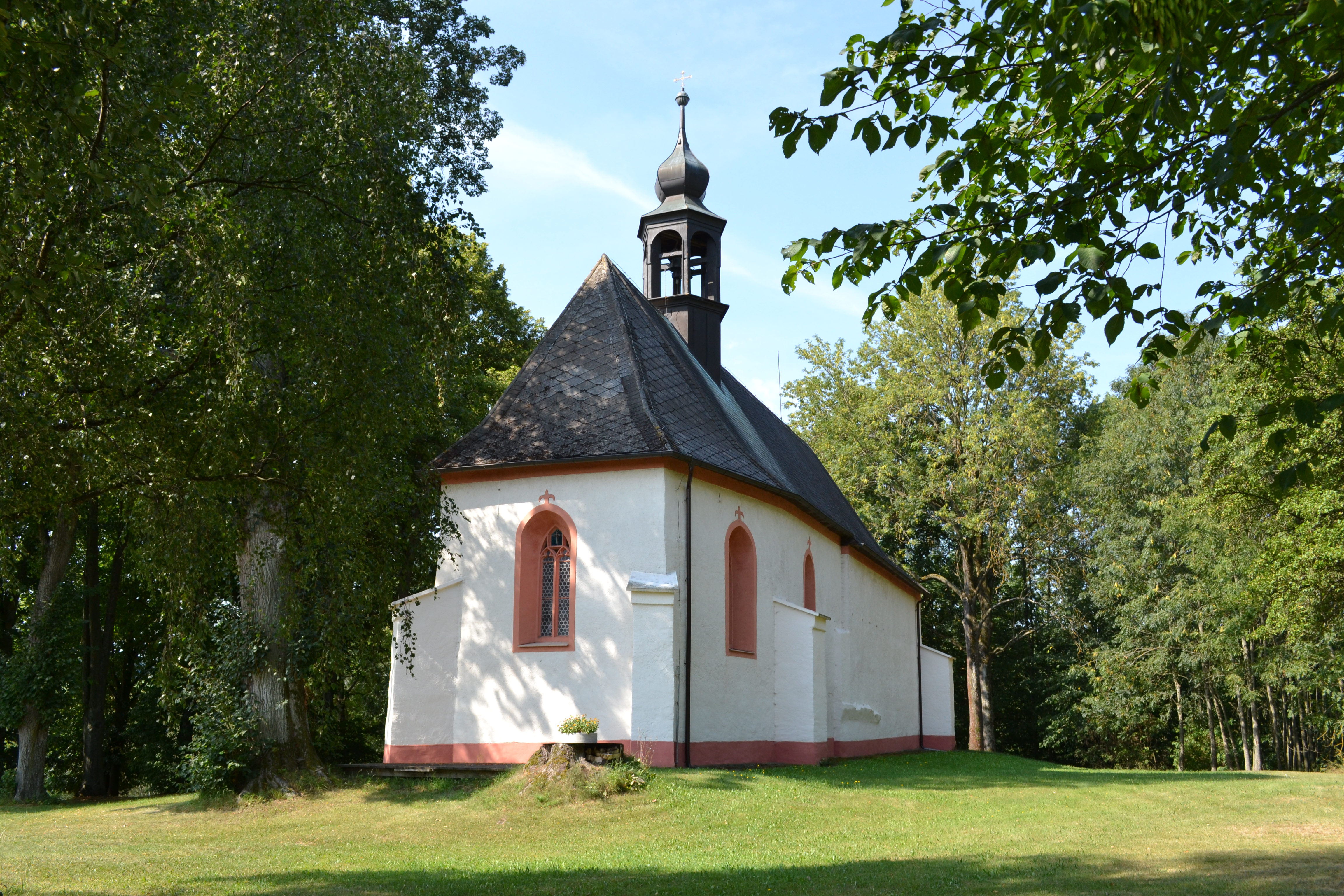
Chapelle Saint-Linhart à Uhliště.
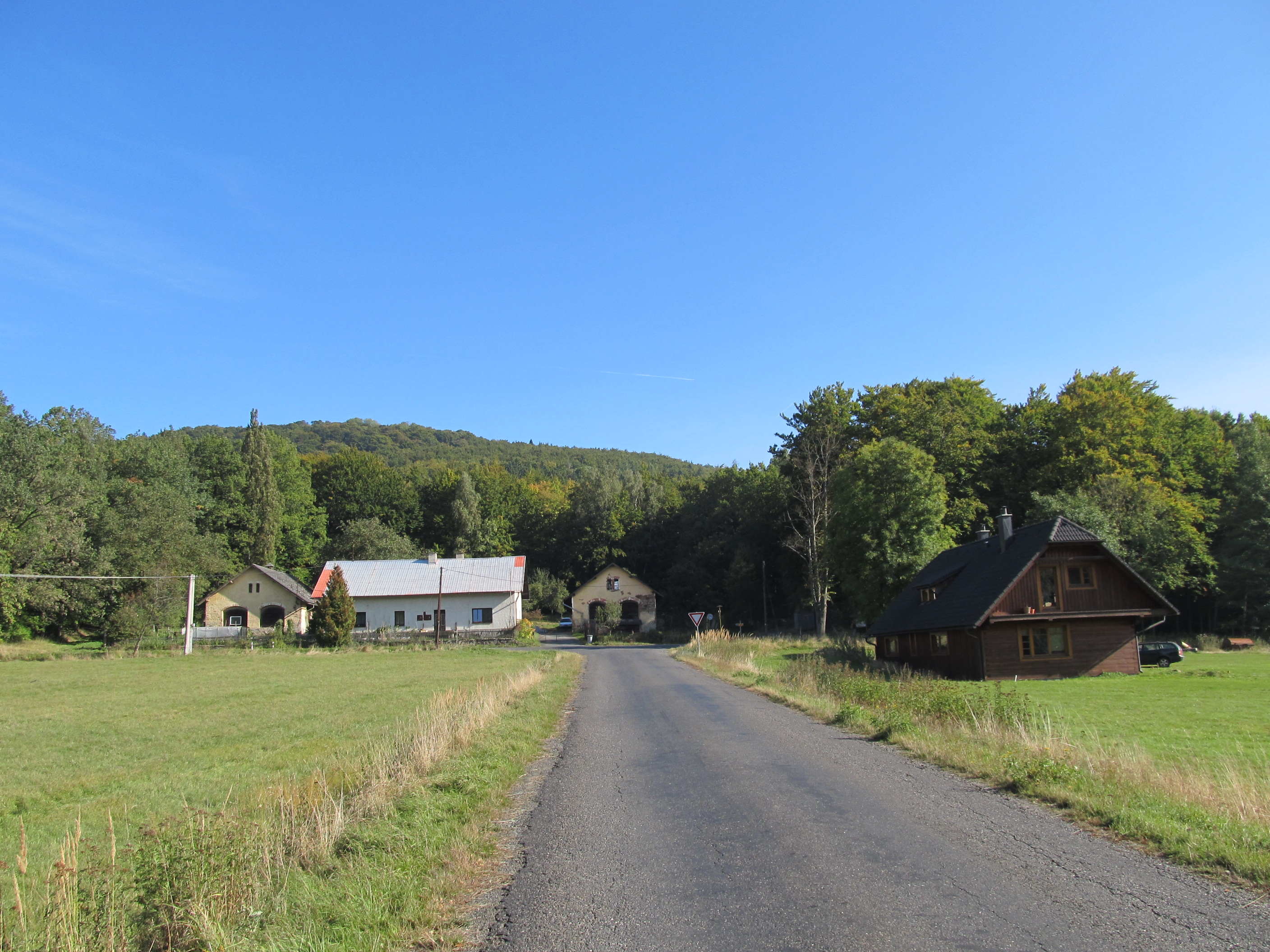
Hameau de Liščí.

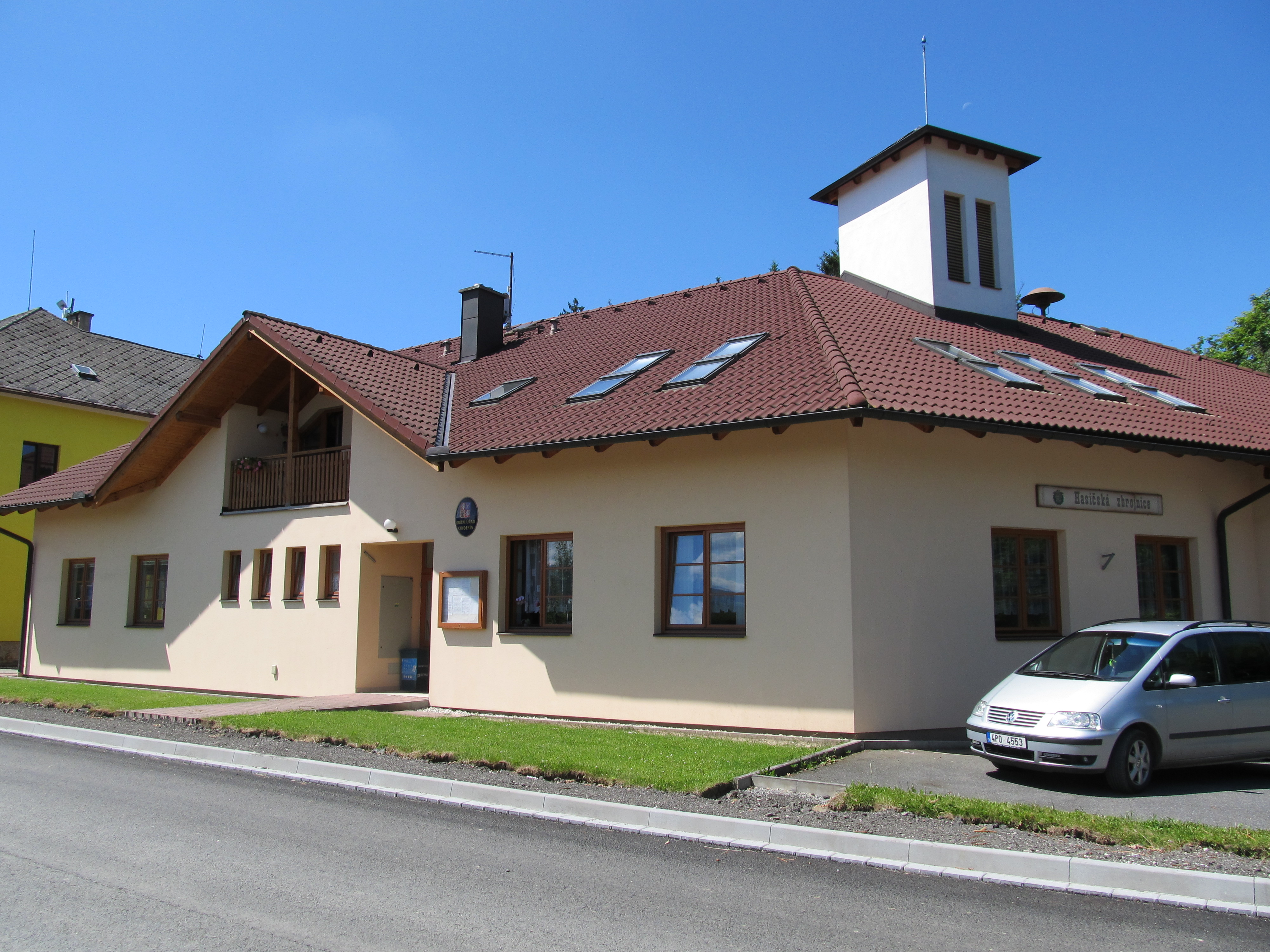
Chudenín : la mairie.
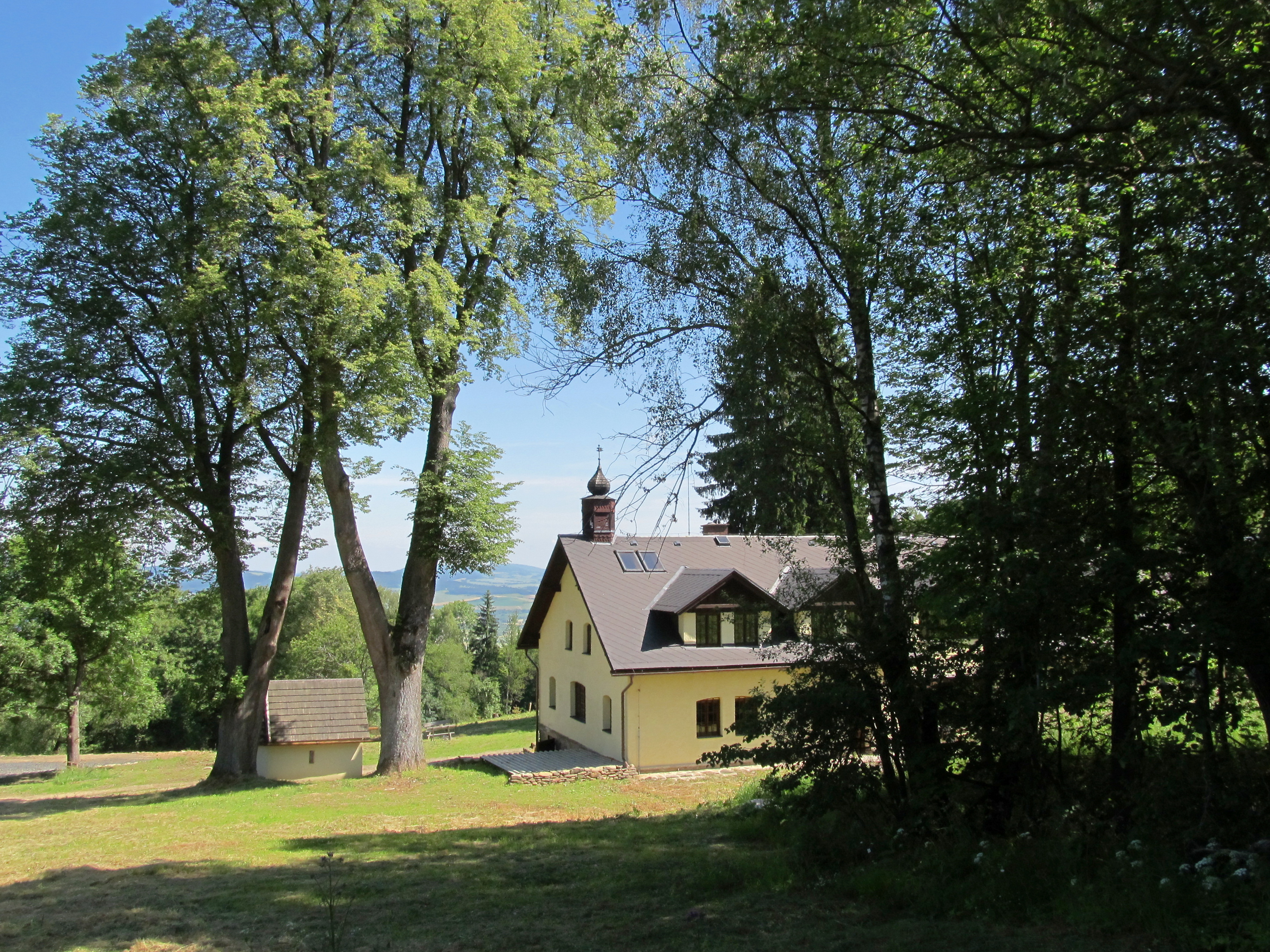
Suchý Kámen.

## Transports
Par la route, Chudenín se trouve à 4 km de Nýrsko, à 12 km de Janovice nad Úhlavou, à 21 km de Klatovy, à 64 km de Plzeň et à 152 km de Prague.